# Altes Rathaus (Gotha)

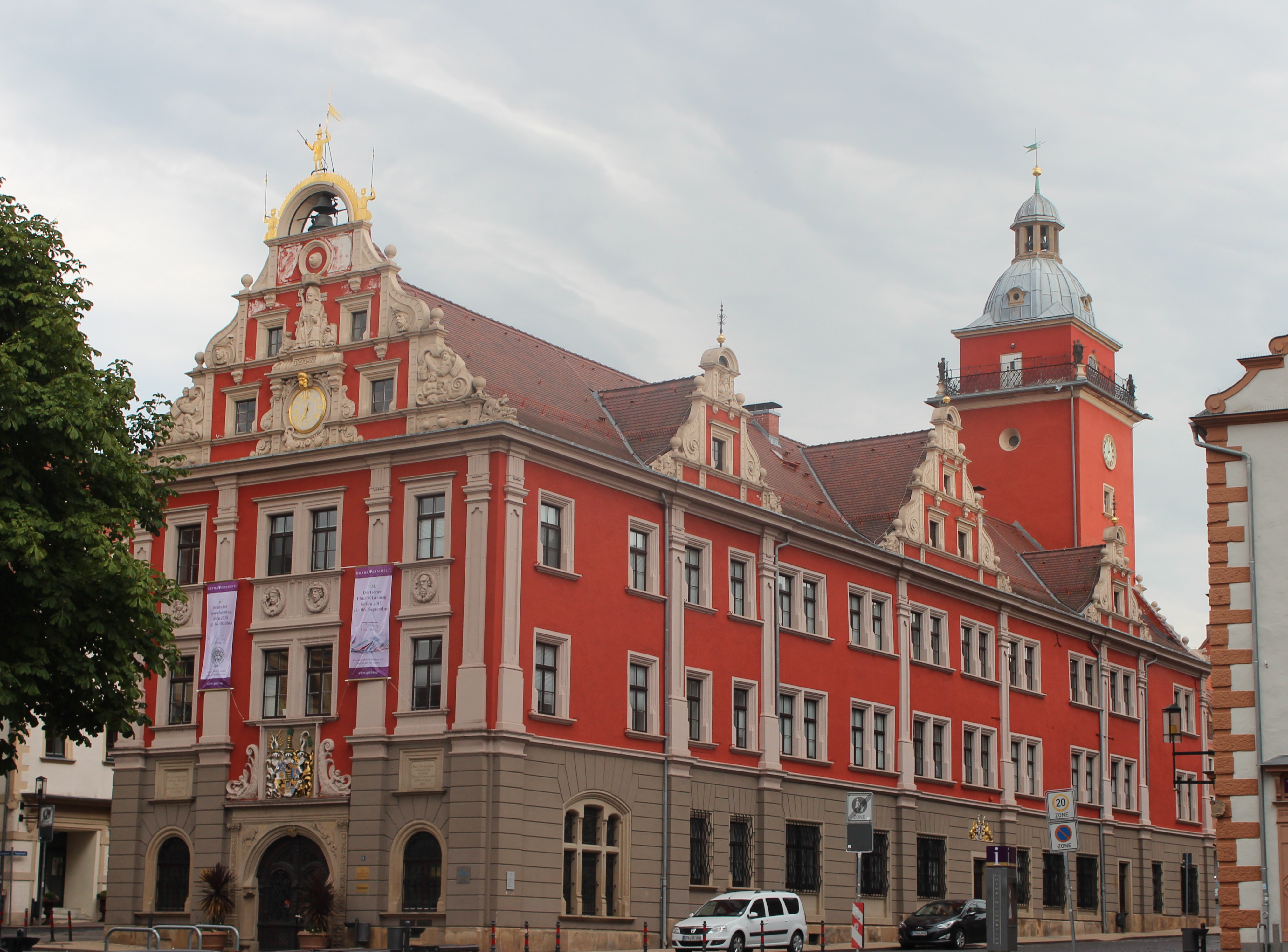
Altes Rathaus

Das Alte Rathaus ist ein denkmalgeschütztes Gebäude am Standort Hauptmarkt 1 in Gotha und das historische Rathaus der Stadt. Aufgrund seiner roten Fassadenfarbe wird das Gebäude inoffiziell auch Rotes Rathaus genannt.

## Architektur
Das Gebäude ist im Baustil der Renaissance gehalten und zeigt seit einer Sanierung Ende des 19. Jahrhunderts auch Einflüsse der Neorenaissance. Das um 1850 im Zuge eines Gebäudeumbaus geschaffene Portal an der Nordseite ist mit Porträts ernestinischer Herzöge verziert, der Eingang an der Westseite zeigt landesfürstliche Wappen.
Das Gebäude verfügt über einen 35 Meter hohen Turm, der seit der Sanierung 1997 über eine Aussichtsplattform verfügt und begehbar ist.
Im Inneren des Gebäudes werden die bisherigen (Ober-)Bürgermeister der Stadt seit der Zeit des Nationalsozialismus über die Zeit der SED-Diktatur bis in die Gegenwart mit Einzelporträts dargestellt. In der früheren Ratsstube befindet sich Relief des Kurfürsten Johann Friedrich I.

## Geschichte
Das Gebäude wurde 1567–77 nach Plänen der Baumeister Caspar Mans, Christoph Goetze und Nicolaus Rausch an Stelle eines hölzernen Vorgängerbaues errichtet. Es diente zunächst als Kaufhaus. 1640 bis 1646 war es Wohnhaus des ersten Herzogs von Sachsen-Gotha-Altenburg, Ernst I., bis dieser in das auf sein Geheiß errichtete Schloss Friedenstein umzog. Nach dem Stadtbrand 1665 erfolgte der Wiederaufbau und Umbau zum Rathaus unter Baumeister Rudolphi. Der große Ratssaal im zweiten Obergeschoss wurde 1852 geschaffen.
1897–98 erfolgte eine Umgestaltung des Gebäudeinneren und der Fassade im Stil der Neorenaissance. Den Zweiten Weltkrieg und die Luftangriffe auf Gotha überstand das Gebäude weitgehend unbeschadet. 1994–98 folgte eine grundlegende Sanierung des Gebäudes. Heute beherbergt es den Dienstsitz des Oberbürgermeisters und einige Ämter der Stadtverwaltung. Als Neues Rathaus und Sitz des Großteils der Gothaer Stadtverwaltung dient das ehemalige Schlosshotel Gotha am Ekhofplatz 24.

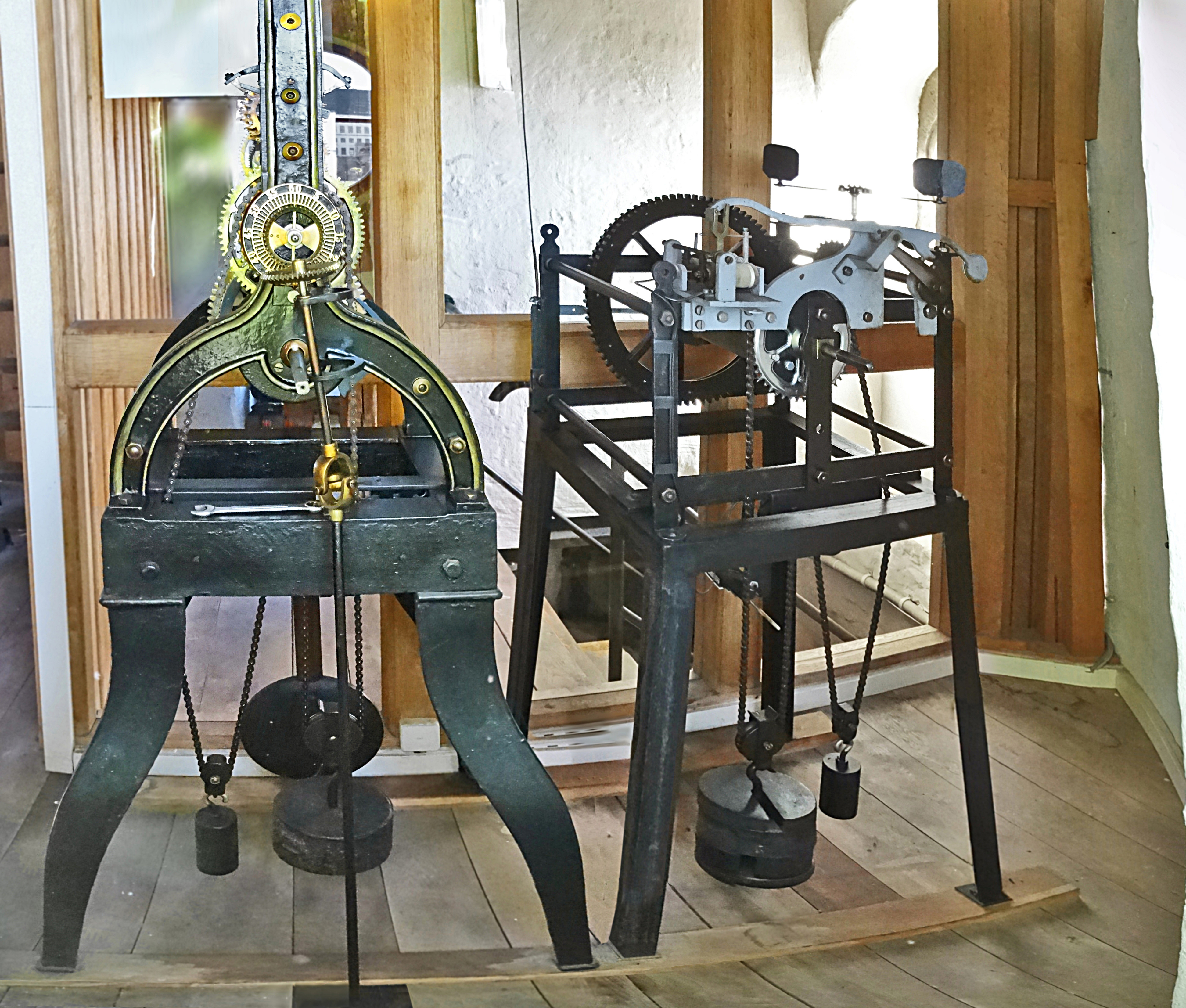
Die Turmuhrwerke im Südturm

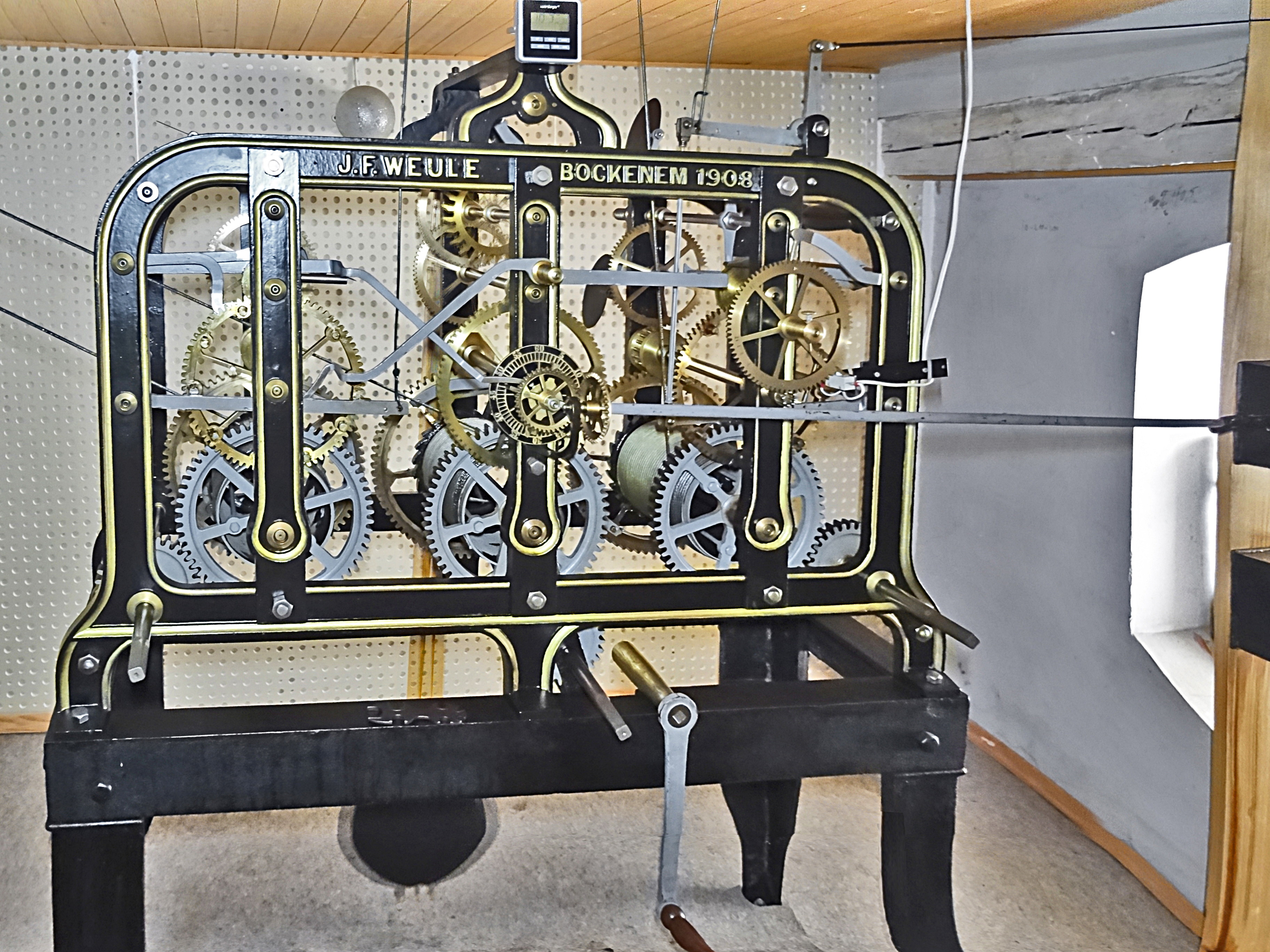
Das Turmuhrwerk im Nordgiebel

## Turmuhr und Schlagwerk
Das Alte Rathaus besitzt ein außergewöhnliches Uhrwerks-Ensemble aus Kühn- und Weule-Werken. Das linke Gangwerk im nebenstehenden Bild wurde ca. 1910 von Friedrich Weule aus Bockenem geschaffen und dient zum Antrieb der drei Zeigerpaare im Südturm des Rathauses. Daneben steht das Schlagwerk für den Uhrschlaghammer, welcher auf die in der Laterne des Südturms befindliche Stundenglocke schlägt. Das schmiedeeiserne Werk wurde 1877 von Friedrich Kühn & Sohn aus Gräfenroda geliefert, ursprünglich wohl mit einem Kühn-Gangwerk.
Anfang des 20. Jahrhunderts wurde es mit elektrischer Kopplung an das große Weule-Uhrwerk (Bockenem 1908) aus dem Nordgiebel versehen. Dieses betreibt das große Zifferblatt am Nordgiebel mit dem goldenen Kopf des Ritter Grumbach und liefert nebenbei über eine 24 Volt Magnetspule den Auslöseimpuls für den Stundenschlag des Südturms. Der vergoldete Kopf (im Volksmund „Grumbachskopf“) soll zur Erinnerung an den hingerichteten Ritter dort angebracht worden sein. Der bewegliche Unterkiefer klappt beim Schlagen der Rathausuhr zu jeder vollen Stunde nach unten.
Gehwerk und Schlagwerk des Südturms wurden 1997 von Steffen Willing (Gräfenhain) denkmalgerecht restauriert und mit automatischem elektrischen Aufzug umgerüstet.